# رده ایکس (فیلم)
رده ایکس (به انگلیسی: Five Aces) فیلمی تلویزیونی محصول سال ۲۰۰۰ و به کارگردانی امیلیو استوس است. در این فیلم بازیگرانی همچون چارلی شین، امیلیو استوس، جفری بلیک، مریلین چیمبرز، جانی کیس، مگان وارد، تری اوکوئین، نیکول د بوئر و کیم پویریر ایفای نقش کرده‌اند.